# Гришки (Роменський район)
Гришки́ — село в Україні, у Роменському районі Сумської області. Населення становить 76 осіб. Входить до складу Синівської сільської громади.
Після ліквідації Липоводолинського району 19 липня 2020 року село увійшло до Роменського району.

## Географія
Село Гришки розташоване на відстані 1 км від сіл Карпці, Мар'янівка, Капустинці та Нестеренки.
У селі бере початок річка Безіменна, права притока Груні. На деяких ділянках пересихає.

## Історія
- Село постраждало внаслідок геноциду українського народу, проведеного урядом СРСР 1923—1933 та 1946–1947 роках, кількість встановлених жертв у Гришках — 59 людей[2].
- До 2018 року орган місцевого самоврядування — Капустинська сільська рада.